# Vũ Văn Hiền (nhà nghiên cứu)
Vũ Văn Hiền là giáo sư, tiến sĩ kinh tế – chính trị, lý luận chính trị cao cấp, ủy viên Ban Chấp hành Trung ương Đảng Cộng sản Việt Nam khóa IX, X; đại biểu Quốc hội Việt Nam khóa XII (thuộc Đoàn Đại biểu Quốc hội tỉnh Hải Dương); ủy viên Ban Chấp hành Trung ương Hội Cựu chiến binh Việt Nam, Tổng Thư ký Hội Nhà báo Việt Nam, nguyên Tổng giám đốc Đài Tiếng nói Việt Nam, nguyên Phó Chủ tịch Hội đồng Lý luận Trung ương Việt Nam.

## Tiểu sử và sự nghiệp
Vũ Văn Hiền sinh ngày 4 tháng 1 năm 1950 tại xã Lê Hồng, huyện Thanh Miện, tỉnh Hải Dương.
Năm 1967, Vũ Văn Hiền theo học tại Khoa Chăn nuôi – Thú y của Trường Đại học Nông nghiệp I Hà Nội (nay là Học viện Nông nghiệp Việt Nam).
Năm 1969, Vũ Văn Hiền tình nguyện gia nhập quân đội, được phân công về Bộ Tư lệnh Thiết giáp và là một trong những người được trực tiếp tham gia Chiến dịch Hồ Chí Minh. Sau khi chiến dịch Hồ Chí Minh thắng lợi, Vũ Văn Hiền được điều động về công tác tại Ty Nông nghiệp Hải Dương. Ông được giao nhiệm vụ chuyên viết báo cáo tổng hợp cho Ty Nông nghiệp.
Năm 1976, Vũ Văn Hiền được cơ quan cử đi học chuyên tu Kinh tế – Chính trị với thời gian 3 năm tại Trường Tuyên huấn Trung ương. Kết thúc khoá học, ông được chuyển về công tác tại Tạp chí Cộng sản (Cơ quan lý luận – chính trị của Trung ương Đảng Cộng sản Việt Nam), phụ trách viết các bài nghiên cứu về lý luận và thực tiễn của hoạt động nghiên cứu lý luận tại Việt Nam đăng trên Tạp chí Cộng sản.
Cuối năm 1985, ông cùng 10 cán bộ khác được Nhà nước cử đi đào tạo tại Viện Hàn lâm Khoa học Xã hội trực thuộc Trung ương Đảng Cộng sản Liên Xô. Cuối năm 1989, Vũ Văn Hiền bảo vệ thành công xuất sắc luận án tiến sĩ với đề tài Những biểu hiện mới của Chủ nghĩa tư bản hiện đại. Đây là công trình khoa học đầu tiên của ông về nghiên cứu lý luận. Sau khi tốt nghiệp tại Viện Hàn lâm Khoa học Xã hội Liên Xô, Vũ Văn Hiền trở về Việt Nam và tiếp tục công tác tại Tạp chí Cộng sản. Ông đã trải qua các cương vị Vụ phó rồi Vụ trưởng vụ Quốc tế của Tạp chí Cộng sản trước khi được giao giữ chức Phó tổng biên tập Tạp chí Cộng sản vào năm 1995. Đầu năm 1996, với những kết quả nghiên cứu khoa học, Tiến sĩ Vũ Văn Hiền được phong học hàm Phó giáo sư. Năm 2001 Vũ Văn Hiền tiếp tục được giao giữ chức Tổng biên tập Tạp chí Cộng sản.
Vũ Văn Hiền còn đảm đương chức vụ Giám đốc Trung tâm Đào tạo và Bồi dưỡng Giảng viên Lý luận Chính trị trực thuộc Đại học Quốc gia Hà Nội. Cho đến năm 2006, ông đã hướng dẫn 5 nghiên cứu sinh bảo vệ thành công luận án tiến sĩ và 14 học viên cao học hoàn thành luận văn thạc sĩ. Ông cũng là uỷ viên trong nhiều hội đồng bảo vệ luận văn, luận án; hội đồng nghiệm thu, bảo vệ đề tài nghiên cứu khoa học các cấp.
Ngoài việc quản lý tại Tạp chí Cộng sản và giảng dạy tại Trung tâm Đào tạo và Bồi dưỡng Giảng viên Lý luận Chính trị trực thuộc Đại học Quốc gia Hà Nội, Vũ Văn Hiền cũng dành thời gian cho hoạt động nghiên cứu khoa học. Ông đã tham gia chủ trì nhiều đề tài, dự án các cấp, trong đó có 1 đề tài cấp nhà nước và 1 dự án trọng điểm quốc gia về Phát huy dân chủ cấp phường.
Từ năm 2002, theo sự điều động của Đảng cộng sản Việt Nam, Vũ Văn Hiền được cử làm Tổng giám đốc Đài Tiếng nói Việt Nam. Vũ Văn Hiền đã được Hiệp hội Phát thanh Truyền hình châu Á – Thái Bình Dương trao tặng phần thưởng đặc biệt. Đây là giải thưởng đầu tiên của Hiệp hội dành cho một nhà báo Việt Nam.
Vũ Văn Hiền được bổ nhiệm làm Phó Chủ tịch Hội đồng Lý luận Trung ương, thôi giữ chức Tổng Giám đốc Đài Tiếng nói Việt Nam theo Quyết định số 109 của Bộ Chính trị ngày 24 tháng 5 năm 2011.

## Giải thưởng
- Huân chương Lao động hạng Nhì (năm 2004)
- Chiến sĩ thi đua toàn quốc (năm 2005)

- Huân chương lao động hạng nhất (năm 2016)

## Gia đình
Vũ Văn Hiền có con trai là Vũ Minh Tuấn hiện đang giữ chức Phó Chủ nhiệm Văn phòng Quốc hội, nguyên Tổng Giám đốc Truyền hình Quốc hội. Vũ Minh Tuấn tốt nghiệp Phân viện Báo chí và Tuyên truyền (nay là Học viện Báo chí và Tuyên truyền) năm 1999, được bổ nhiệm làm Phó Tổng giám đốc Đài Tiếng nói Việt Nam vào năm 2012 theo Quyết định 238/QĐ-TTg của Thủ tướng Nguyễn Tấn Dũng.